# Hydrostachys decaryi
Hydrostachys decaryi är en tvåhjärtbladig växtart som beskrevs av Joseph Marie Henry Alfred Perrier de la Bâthie. Hydrostachys decaryi ingår i släktet Hydrostachys och familjen Hydrostachyaceae. Inga underarter finns listade i Catalogue of Life.